# TT305
TT305 (Theban Tomb 305) è la sigla che identifica una delle Tombe dei Nobili ubicate nell'area della cosiddetta Necropoli Tebana, sulla sponda occidentale del Nilo dinanzi alla città di Luxor, in Egitto. Destinata a sepolture di nobili e funzionari connessi alle case regnanti, specie del Nuovo Regno, l'area venne sfruttata, come necropoli, fin dall'Antico Regno e, successivamente, sino al periodo Saitico (con la XXVI dinastia) e Tolemaico.

## Titolare
TT305 era la tomba di:
| Titolare | Titolo                                                 | Necropoli       | Dinastia/Periodo | Note |
| -------- | ------------------------------------------------------ | --------------- | ---------------- | ---- |
| Paser    | Prete wab di Amon, Scriba delle divine offerte di Amon | Dra Abu el-Naga | XIX-XXI dinastia |      |

## Biografia
Unica notizia biografica ricavabile, il nome della moglie Tamehit

## La tomba
Un corridoio immette in una sala trasversale cui si accede anche per il tramite di altro corridoio; da questa si diparte un terzo corridoio; sul fondo della sala trasversale una sala più interna costituisce la cappella. Nella sala trasversale: su tre registri sovrapposti (1 in planimetria), un prete presenta liste delle offerte al defunto e alla moglie; il defunto e la moglie nei Campi di Iaru; due donne. Sul lato corto (2) su tre registri il defunto in adorazione; il defunto e la moglie in presenza di Maat assistono alla Confessione Negativa; tavola di offerte; poco oltre (3), su tre registri, il defunto e la moglie in adorazione, in presenza di alcuni ba e delle Anime di Pe e Nekhen, dinanzi alla dea Maat e a Ra-Horakhti (?); il defunto e la moglie assistono alla cerimonia di Pesatura del cuore; il defunto presentato da Thot a Osiride, Iside e Nephtys; la mummia del defunto purificata in presenza della dea Hathor rappresentata come vacca sacra. Su altra parete (4), in due registri, il defunto e la moglie in presenza di Osiride e il defunto e la moglie in presenza di Horus (?).
Un breve corridoio, sulle cui pareti (5 -6 - 7) sono rappresentati il defunto, due preti e la coppia costituita dal defunto e dalla moglie, immette in una sala perpendicolare alla precedente. Sulle pareti (8) un prete sem recante offerte dinanzi al defunto. Su altra parete (9), in due registri, il defunto e la moglie presentati a Osiride da Anubi e il defunto e la moglie dinanzi a Osiride.

### Annotazioni
1. ↑  La numerazione dei locali e delle pareti segue quella di Porter e Moss 1927, p. 382.
2. ↑  La prima numerazione delle tombe, dalla numero 1 alla 252, risale al 1913 con l'edizione del "Topographical Catalogue of the Private Tombs of Thebes" di Alan Gardiner e Arthur Weigall. Le tombe erano numerate in ordine di scoperta e non geografico; ugualmente in ordine cronologico di scoperta sono le tombe dalla 253 in poi.
3. ↑  I campi della Duat, ovvero l'aldilà egizio, si trovavano, secondo le credenze, proprio sulla riva occidentale del grande fiume.
4. ↑  Nella sua epoca di utilizzo, l'area era nota come "Quella di fronte al suo Signore" (con riferimento alla riva orientale, dove si trovavano le strutture dei Palazzi di residenza dei re e i templi dei principali dei) o, più semplicemente, "Occidente di Tebe".
5. ↑  le Tombe dei Nobili, benché raggruppate in un'unica area, sono di fatto distribuite su più necropoli distinte.
6. ↑  Le note, sovente di inquadramento topografico della tomba, sono tratte, fino alla TT252, dal "Topographical Catalogue" di Gardiner e Weigall, ed. 1913 e fanno perciò riferimento alla situazione dell'epoca.
7. ↑  I preti "wab", ma anche "uab", o "uebu", appartenevano al basso clero ed erano incaricati della manutenzione degli strumenti del culto e degli oggetti comunque ad esso connessi. A loro competeva il lavacro e l'abbigliamento giornaliero della statua del dio presso cui operavano e il trasporto della stessa statua (generalmente su una barca sacra) durante le cerimonie. Erano gerarchicamente sottoposti a un "grande prete wab" cui competevano le operazioni giornaliere di culto della divinità.
8. ↑  La scena è stata "strappata" e si trova, oggi al Pennsylvania Museum.
9. ↑  Il "sem" era il prete, o l'erede, cui competeva la cerimonia di apertura della bocca per consentire al defunto di vivere pienamente della Duat.

### Fonti
1. ↑  Gardiner e Weigall 1913.
2. ↑  Donadoni 1999,  p. 115.
3. ↑  Porter e Moss 1927, p. 383.
4. ↑  Porter e Moss 1927,  p. 383.
5. ↑  Porter e Moss 1927,  pp. 383-384.